# Aerangis fastuosa
Aerangis fastuosa (Rchb.f.) Schltr., 1914 è una pianta della famiglia delle Orchidacee, endemica del Madagascar.